# Erika Aleotti
Erika Aleotti (Mirandola, 24 aprile 1980) è un'ex cestista italiana.

## Carriera
Guardia di 174 cm, ha giocato in Serie A1 con Cavezzo. È stata la MVP della finale di Coppa Italia di Serie B d'Eccellenza nel 2010.
Oro agli europei di basket femminile con la Nazionale Over 40 - Pesaro 2024

## Palmarès
- Oro agli europei di basket femminile con la Nazionale Over 40 - Pesaro 2024
- Campionato italiano di Serie A2: 2
Basket Cavezzo: 2004-05; San Martino di Lupari: 2012-13
- Campionato italiano di Serie B d'Eccellenza: 2
Pall. Vigarano: 2009-10; Libertas Bologna: 2016-17
- Coppa Italia di Serie B d'Eccellenza: 1
Pall. Vigarano: 2010